# Kongzhuang
Kongzhuang (kinesiska: 孔庄, 孔庄乡) är en socken i Kina. Den ligger i provinsen Henan, i den centrala delen av landet, omkring 250 kilometer öster om provinshuvudstaden Zhengzhou. Antalet invånare är 39 153. Befolkningen består av 19 503 kvinnor och 19 650 män. Barn under 15 år utgör 21,0 %, vuxna 15-64 år 66 %, och äldre över 65 år 12,0 %.
Genomsnittlig årsnederbörd är 945 millimeter. Den regnigaste månaden är juli, med i genomsnitt 207 mm nederbörd, och den torraste är januari, med 9 mm nederbörd.